# Новгородски листове
Новгородските листове са два листа от кирилски пергаментен ръкопис.
Принадлежали са на съборната църква „Света София“ в Новгород, а впоследствие попадат в сбирката на руския археолог Иван К. Куприянов, откъдето през 1865 г. постъпват в днешната Руска национална библиотека (сигнатура F.п.I.58). Съдържат част от изборно (богослужебно) Евангелие. Според някои учени датират от XI век и произхождат от Русия; според други са от края на Х век и са били донесени в Новгород от българските земи. Във всеки случай в техния език почти не се забелязват източнославянски черти, а музикалните (екфонетически) знаци, които съпровождат текста им, са от византийски тип.